# 히라이 히사시
히라이 히사시(일본어: 平井久司, 영어: Hisashi Hirai)는 일본의 애니메이터, 일러스트레이터, 만화가이다. 도쿄도 출신이다.

## 경력 및 인물
나카무라 프로덕션을 거쳐 현재는 프리랜서이다.
2004년 도쿄 국제 애니메이션 페어에서 캐릭터 디자인상을 수상했다.
히사유키 히로카즈는 나카무라 프로덕션 시절의 후배이다.
2012년부터는 《기동전사 건담 SEED HD 리마스터》 및 《기동전사 건담 SEED DESTINY HD 리마스터》에 레이아웃 작화 감독으로서 주로 극중 캐릭터의 신규 작화, 작화 수정 등에 관여하고 있다.

## 작품 목록

### 애니메이션

#### 캐릭터 디자인
- 드래곤 슬레이어 영웅전설 (1992년)
- 와일드 7 OVA (1994년)
- 수전사 가루키바 (1995년)
- 침묵의 함대 VOYAGE2&3 (1997년-1998년)
- 무한의 리바이어스 (1999년)[1]
- 스크라이드 (2001년)
- 기동전사 건담 SEED (2002년)
- 창궁의 파프너 (2004년)
- 기동전사 건담 SEED DESTINY (2004년)
- 창궁의 파프너 RIGHT OF LEFT (2005년)
- 은색의 오린시스 (2006년)
- 히로익 에이지 (2007년)
- 강철의 라인배럴 (2008년)
- 창궁의 파프너 HEAVEN AND EARTH (2010년, 캐릭터 작화 감독, 원화)
- 스크라이드 얼터레이션 TAO (2011년, 신규 파트 캐럭터 작화 감독, 원화)
- 스크라이드 얼터레이션 QUAN (2012년, 신규 파트 캐릭터 작화 감독, 원화)
- 기동전사 건담 SEED HD 리마스터 (2012년, 레이아웃 작화 감독)
- 은하기공대 마제스틱 프린스 (2013년)
- 기동전사 건담 SEED DESTINY HD 리마스터 (2013년, 레이아웃 작화 감독)
- 창궁의 파프너 EXODUS (2015년)

#### 기타 디자인
- 초수기신 단쿠가 (1985년, 메카닉 디자인)
- 신세기 GPX 사이버 포뮬러 SAGA (1996년, 게스트 메카닉 디자인)
- 우주의 스텔비아 (2003년, TCG 캐릭터 원안)
- 마이 히메 (2004년, 엘리먼트 총 디자인)

#### 작화 감독
- 헬 타겟 (1987년, 메카닉 작화 감독)
- 마신영웅전 와타루2 (1990년)
- 용자 엑스카이저 (1990년)
- 태양의 용자 파이버드 (1991년)
- 신세기 GPX 사이버 포뮬러 (1991년)
- 까마귀 텐구 카부토 황금의 눈을 가진 짐승 (1992년)
- 신세기 GPX 사이버 포뮬러 SAGA (1996년, 레이아웃 작화 감독)

#### 원화
- 중전기 엘가임 (1984년)
- 기갑전기 드라고나 (1987년)
- 미스터 아짓코 (1987년)
- 마신영웅전 와타루 (1988년)
- 마동왕 그랑조트 (1989년)
- 마신영웅전 와타루2 (1990년)
- 용자 엑스카이저 (1990년)
- 신세기 GPX 사이버 포뮬러 (1991년)
- 기동전사 건담 F91 (1991년)
- 신세기 에반게리온 Air/진심을 너에게 (1997년)
- 어선초찬강 (1999년)  ※18금

#### 동화
- 캣츠 아이 (1983년)
- 캣츠 아이 세컨드 시즌 (1984년)
- 갓마징가 (1984년)
- SF 신세기 렌즈맨 (1984년)
- 초시공요새 마크로스: 사랑, 기억하고 있습니까 (1984년)

### 게임
- 마작 미소녀전 리플 (1994년, 캐릭터 디자인)  ※18금
- 무작정 걸즈 올림포스 (1996년, 메인 캐릭터 디자인)
- 하루카제 전대 V포스 (1996년, 메카닉 디자인)
- 백가이너 (1998년, 캐릭터 디자인, 메카닉 원안)

### 일러스트
- 스타더스트 영웅전
- 열사의 레퀴엠
- 딥나이트 러닝 가차없어!
- 창궁의 파프너
- 키카이의 마쿠노우치 도시락
- 은색의 오린시스
- 마계황자 호왕전 시리즈  ※미나미카제미 료이치로라는 이름을 사용함
- 대일본기연의 에어건용 개조 파츠의 박스 아트
- 에머라다 전장의 유대
- 불꽃의 각인
- 여고생=야마모토 이소로쿠
- D&D 매거진 내 "가젯타 월드로의 아자나리 (연재컷)"
- FM 기획 (메탈피규어 디자인 원화, 일러스트)
- 메이드 양(갤)=요나이 미츠마사 열투! 제2차 태평양 전선
- 응답하라 거대로봇 제노바

### 만화
- 노스트라다무스 2016

### 서적
- 히라이 히사시 화집(1) 로망 앨범 (2005년) (ISBN 9784197202409)
- 캐릭터 백과사전 기동전사 건담 캐릭터 대전집 (2006년)
- 히라이 히사시 화집(2) 로망 앨범 (2006년) (ISBN 9784197202461)